# Playlist (film)
Pour les articles homonymes, voir Playlist.
Pour plus de détails, voir Fiche technique et Distribution.
Playlist est une comédie française réalisée par Nine Antico, sortie en 2021.

## Synopsis
Sophie, jeune dessinatrice de 26 ans qui travaille jusque-là comme serveuse, décroche un CDD dans une maison d'édition de BD très pointue. Désireuse de devenir artiste, après tout le chemin depuis sa banlieue populaire jusqu'au milieu culturel parisien où elle se sent presque à sa place. Mais, perdue sur le plan émotionnel, elle se pose mille questions sur l'amour et le couple. Le film la suit en plein voyage avec elle-même, qui change d'avis, d'aventures en histoires, d'une chanson à une autre de la fameuse « playlist ».

## Fiche technique
Sauf indication contraire, les informations mentionnées dans cette section peuvent être confirmées par les bases de données cinématographiques IMDb, Allociné et Unifrance,  présentes dans la section « Liens externes ».
- Titre : Playlist
- Réalisation : Nine Antico
- Scénario : Nine Antico, Marc Syrigas
- Montage : Carole Le Page
- Production déléguée : Thomas Verhaeghe, Mathieu Verhaeghe
- Société de production : Atelier de Production[2]
  - SOFICA : SG Image 2018
- Sociétés de distribution : KMBO (France) ; Playtime (international)
- Pays de production :  France
- Langue originale : français
- Format : noir et blanc
- Genre : comédie
- Durée : 85 minutes
- Date de sortie :
  - France : 2 juin 2021

## Distribution
Sauf indication contraire, les informations mentionnées dans cette section peuvent être confirmées par les bases de données cinématographiques IMDb, Allociné et Unifrance,  présentes dans la section « Liens externes ».
- Sara Forestier : Sophie
- Lætitia Dosch : Julia
- Inas Chanti : Louise, la colocatrice de Sophie
- Pierre Lottin : Jean
- Andranic Manet : Benjamin
- Jackie Berroyer : le père de Julia
- Grégoire Colin : Patrick dit Jean-Luc
- Mathieu Lescop : François Daniel, l'auteur de bande dessinée
- Fejria Deliba : la mère de Louise
- Marc Fraize : le formateur aux premiers secours
- Sophie Cattani : la gynécologue
- Bertrand Belin : le narrateur / le réalisateur (voix)
- Killoffer : lui-même